# Bibliothèque nationale
Cette page contient des caractères spéciaux ou non latins. S’ils s’affichent mal (▯, ?, etc.), consultez la page d’aide Unicode.

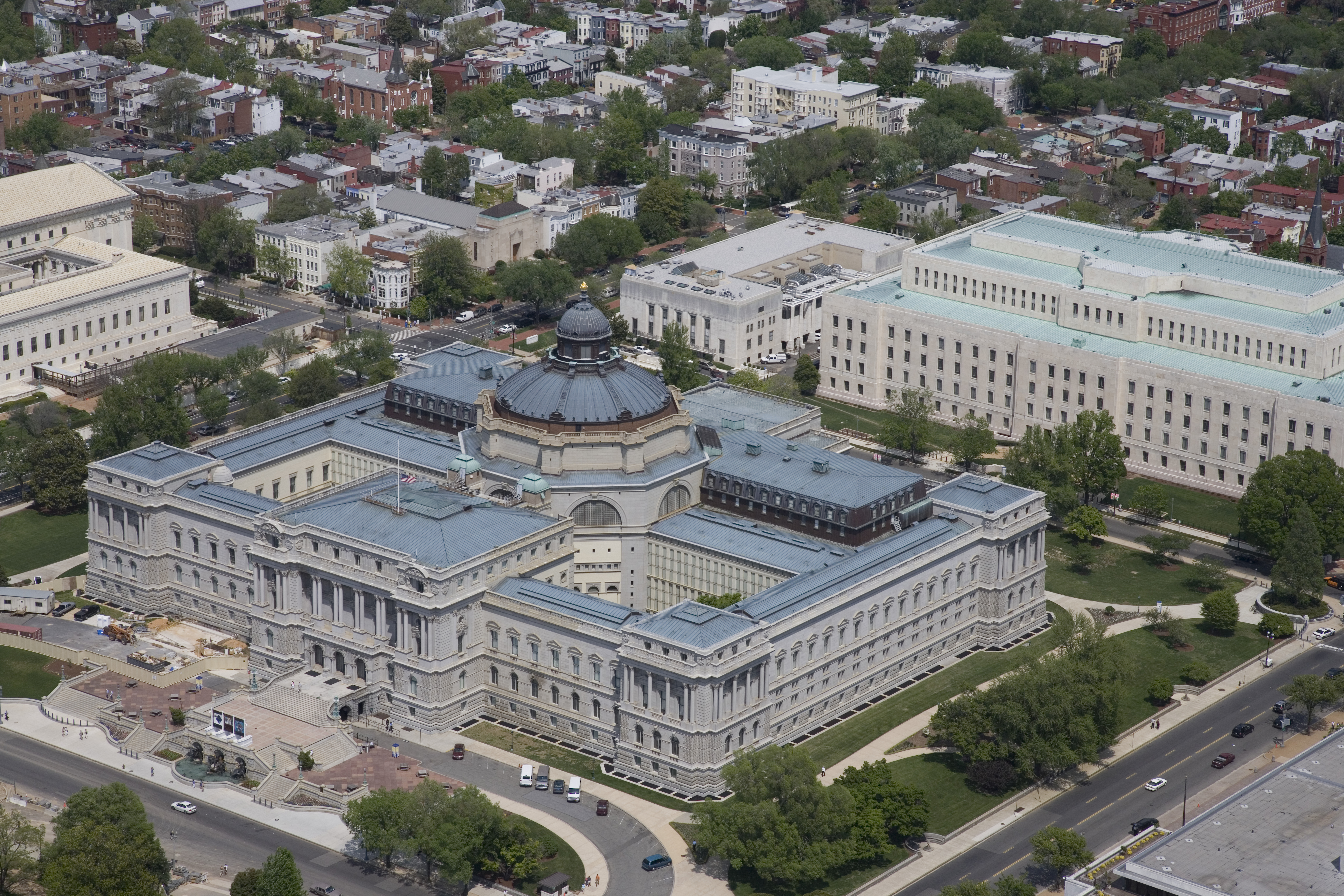
Bibliothèque Thomas Jefferson à Washington, DC.

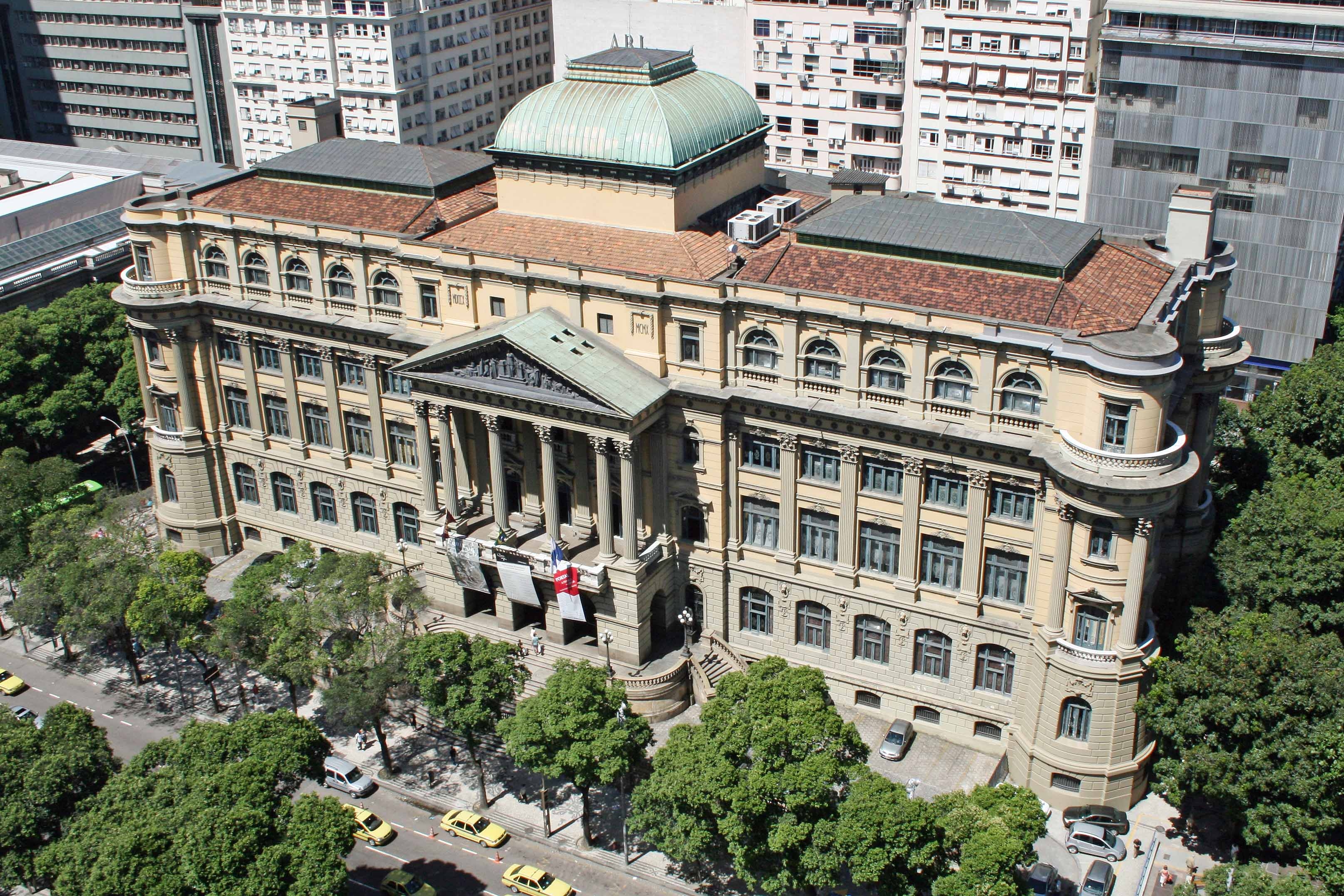
Bibliothèque nationale du Brésil à Rio de Janeiro

Une bibliothèque nationale est créée et gérée par un État qui a pour mission « d’acquérir, de conserver et de diffuser » toutes les œuvres qui sont produites sur un territoire national ainsi que les œuvres produites à l’extérieur du territoire, mais le concernant. De surcroit, la majorité des bibliothèques nationales gèrent le dépôt légal qui est une obligation encadrée par une loi qui stipule que les éditeurs doivent y remettre un certain nombre de copies de tout ce qu’ils publient. Cette loi, ou une incitation dans certains pays permet d’aider les bibliothèques dans leur mission,. Une bibliothèque nationale crée ainsi une bibliographie nationale qui recense tout ce qui a été publié sur son territoire.
Une bibliothèque nationale est porteuse de sens pour sa nation. Elle incarne son identité et est généralement source de fierté. Ce type de bibliothèque représente le prestige grâce à son immense collection et les œuvres anciennes et rares qu’elle peut contenir,. De plus, elle joue un rôle politique. En effet, au fil du temps, plusieurs politiciens ont marqué l’histoire grâce à des projets touchant leur bibliothèque nationale. C’est le cas de François Mitterrand avec la Bibliothèque nationale de France et de Lucien Bouchard avec la Grande Bibliothèque du Québec. Plusieurs bibliothèques nationales se démarquent et en imposent par les lieux qui les abritent. Ainsi de la Bibliothèque nationale d’Autriche, située sur le site de la Hofburg, un ancien palais royal, de celle de la Russie, pour laquelle a été construit un palais de style néoclassique et de la Bibliothèque nationale de la République tchèque, le Clementinum, qui est l’aboutissement d’un siècle de travail par huit architectes.
On compte 200 bibliothèques nationales à travers le monde qui se différencient les unes des autres par leurs collections, leurs situations institutionnelles ou la spécificité de leurs missions. Certaines font office de bibliothèque nationale et de bibliothèque parlementaire. C’est le cas de la bibliothèque du Congrès des États-Unis et de la Bibliothèque nationale de la Diète au Japon. Du côté du Canada, la bibliothèque forme une seule institution avec les archives nationales. Le Québec a aussi suivi cet exemple, tout en ayant l’autre particularité d’être, avec la Catalogne, la seule nation qui n’est pas un État, à s’être doté d’une bibliothèque nationale. Certaines utilisent simplement la plus grande bibliothèque de leur pays pour faire office de bibliothèque nationale. C'est le cas de la bibliothèque universitaire d'Helsinki et de celle de Reykjavik. Sans oublier les pays qui ont plusieurs bibliothèques nationales avec chacune des champs de spécialisation différents comme la médecine ou la musique.
Le plus grand catalogue en nombre de références est celui de la bibliothèque du Congrès, avec près de 152 millions d'entrées, suivi par celui de la British Library (150 millions d'entrées).
La plus ancienne institution est la Bibliothèque nationale de France qui remonte à 1461.

Bibliothèque nationale de France à Paris.
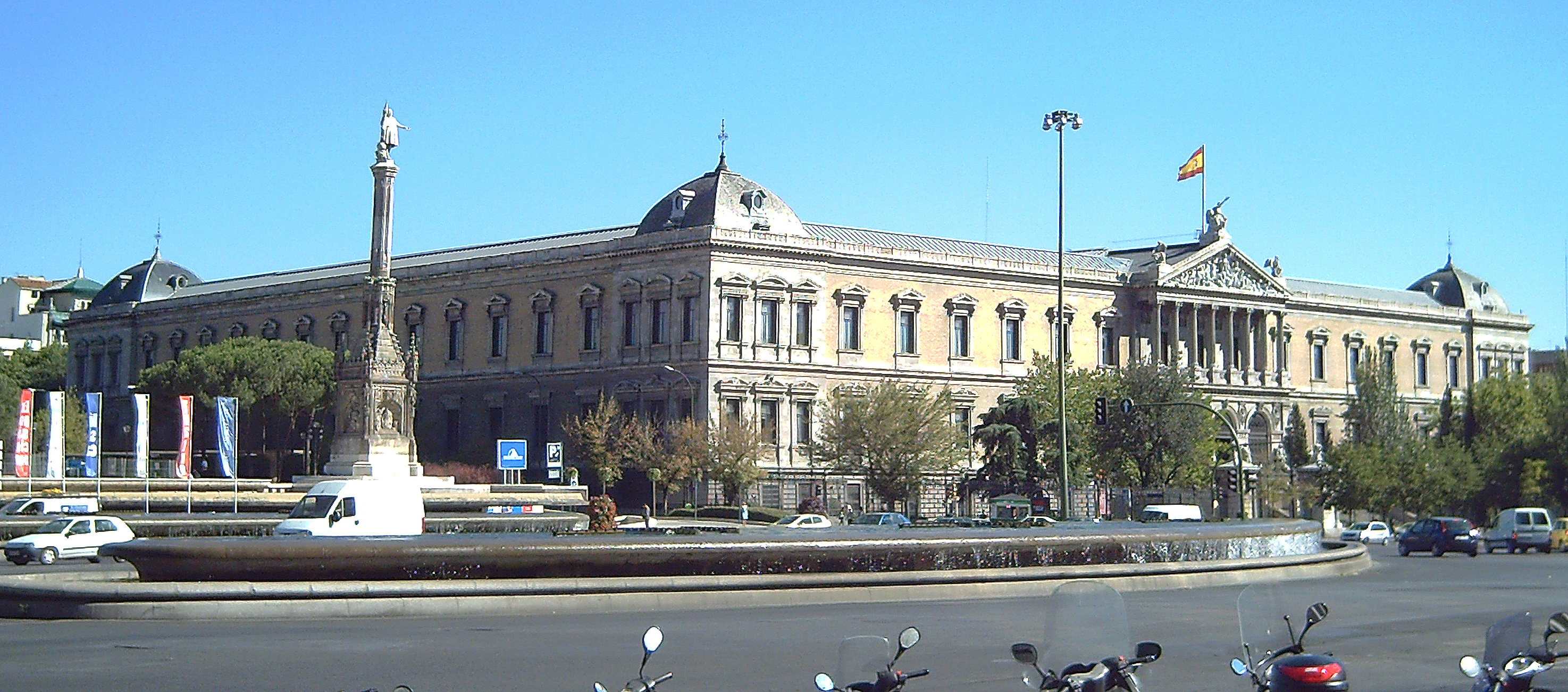
Bibliothèque nationale d'Espagne à Madrid.
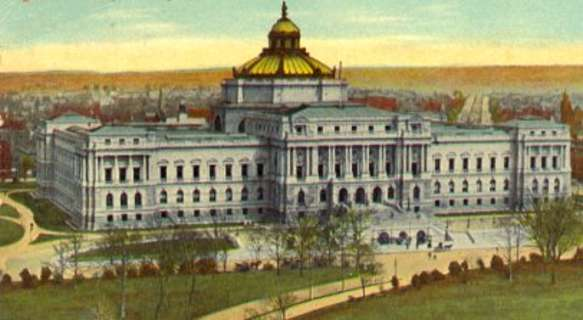
Bibliothèque du Congrès, à Washington, vers 1910.
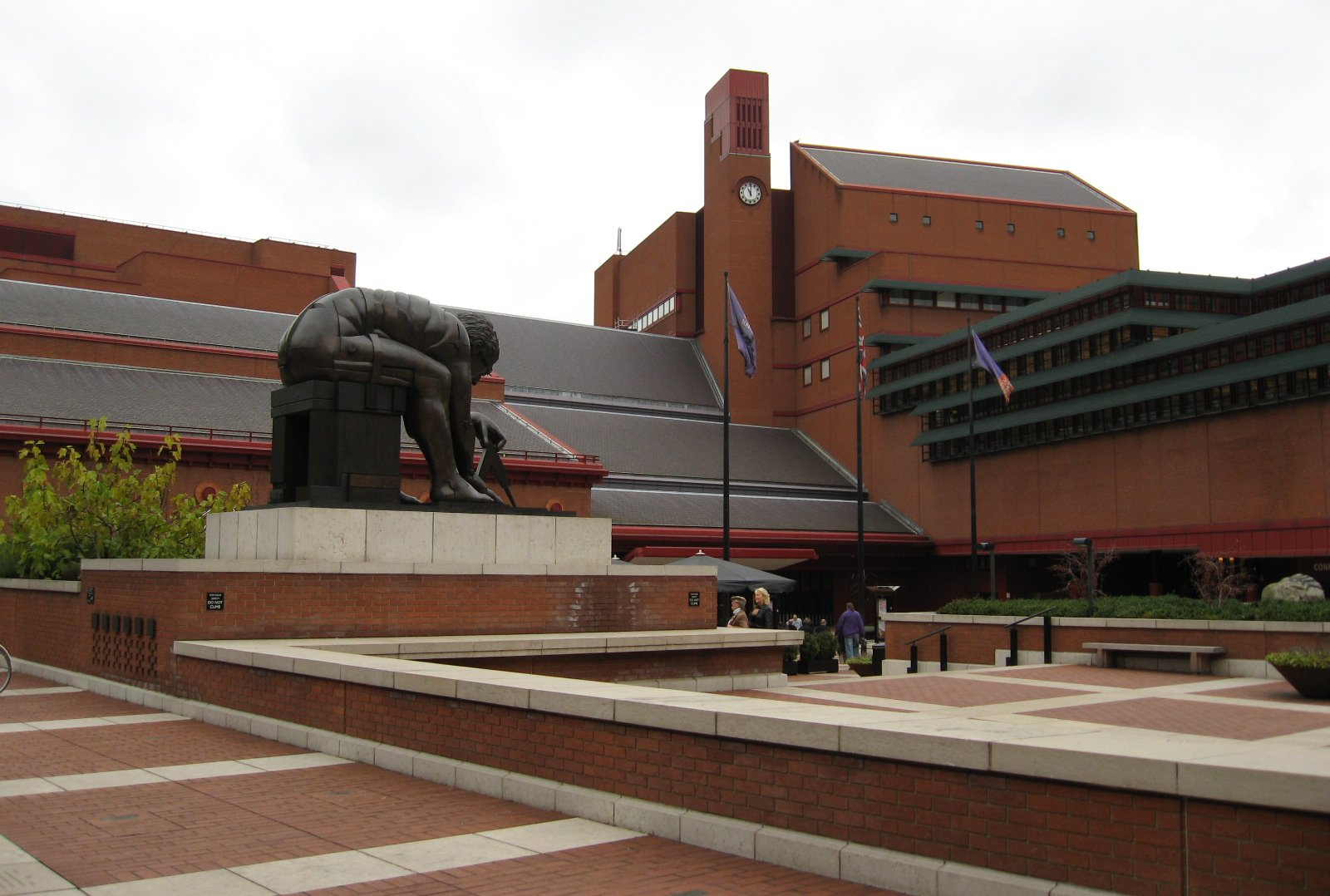
La British Library de Londres
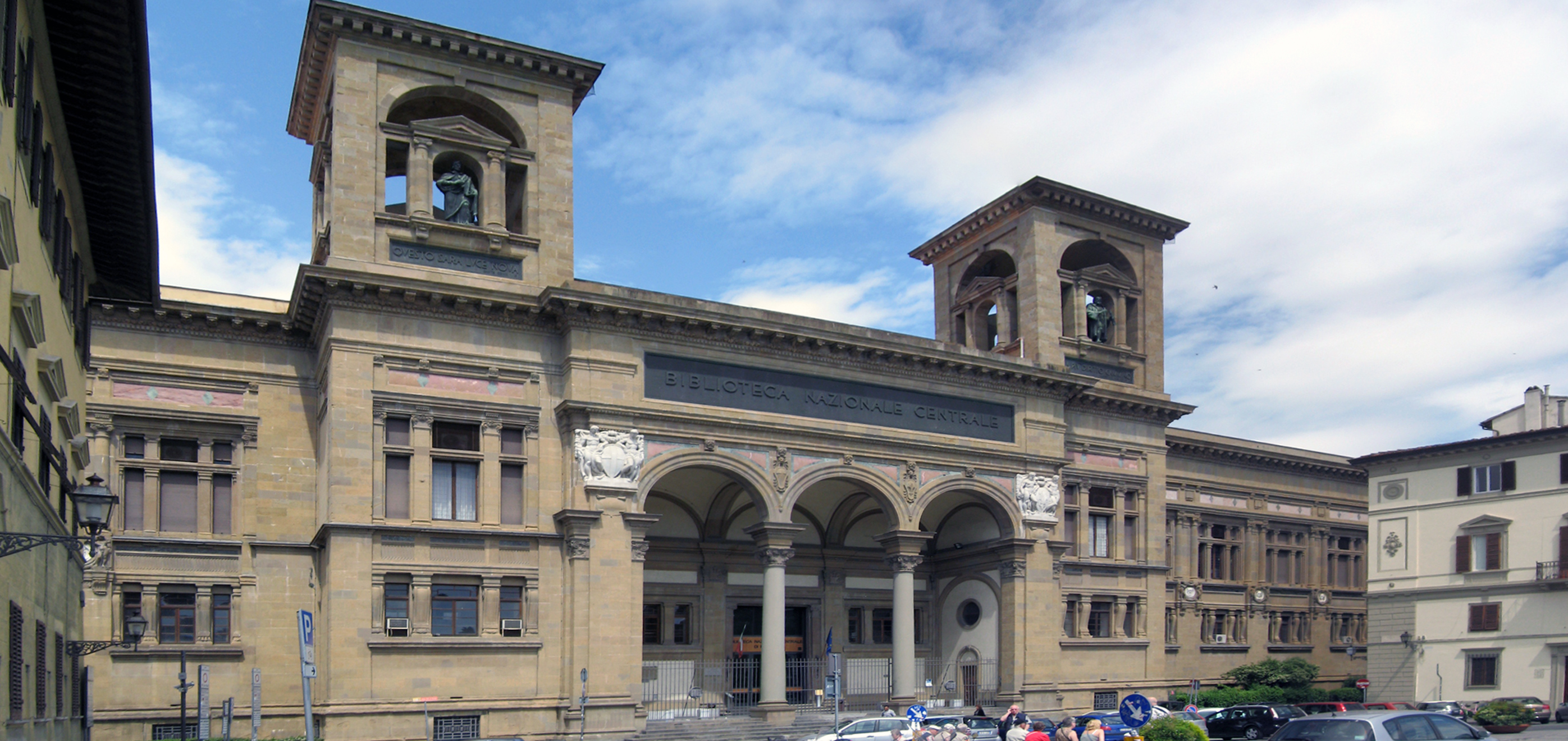
Bibliothèque nationale centrale de Florence, Italie
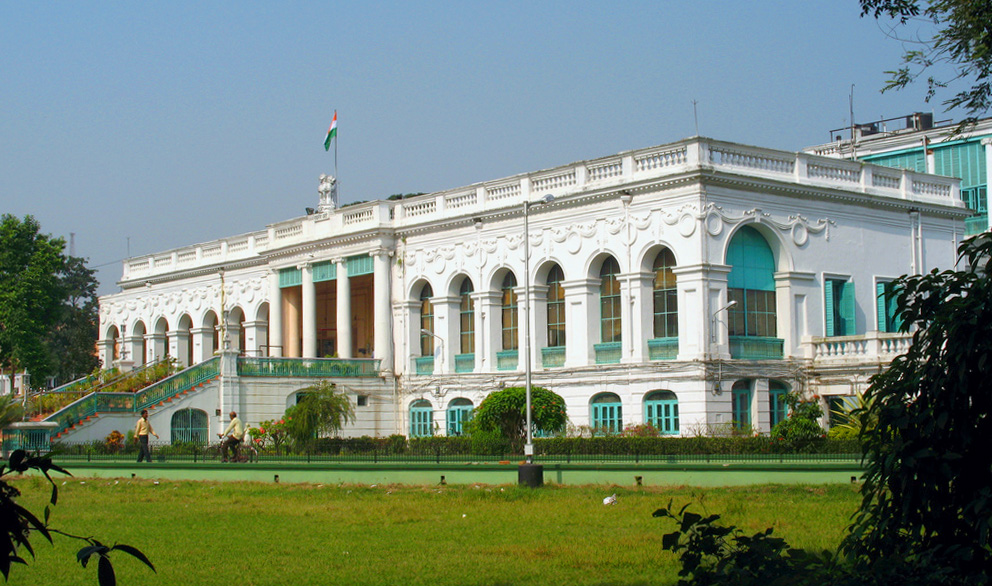
Bibliothèque nationale de l'Inde à Calcutta
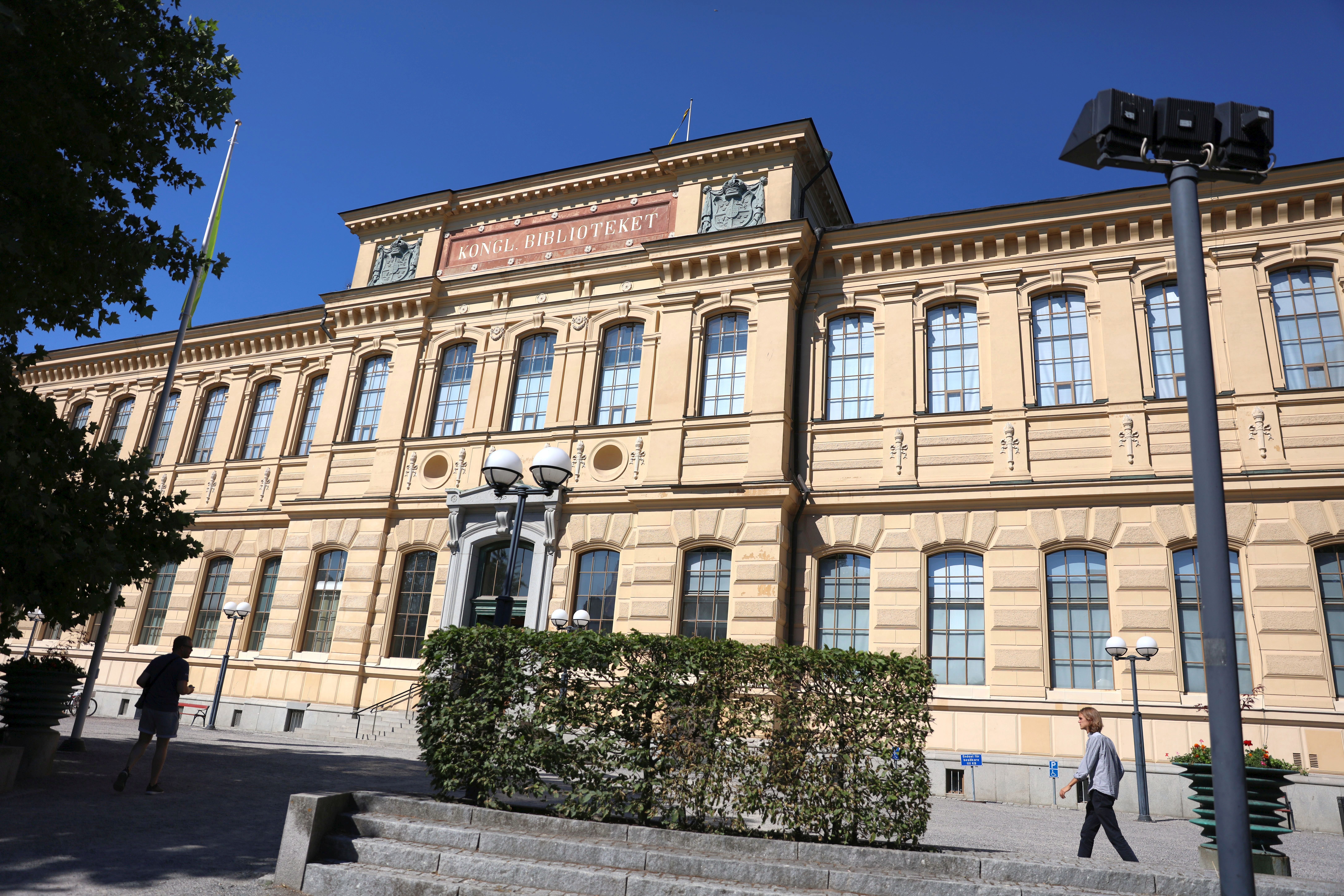
Bibliothèque royale de Suède à Stockholm

## Histoire
Dans son survol de l’histoire des bibliothèques, Annik Duchatel soutient que le concept de bibliothèque nationale tire ses origines de la bibliothèque d’Alexandrie, fondée par Ptolémée Ier au IIIe siècle av. J.-C.. C’est toutefois plus tard que celui-ci prend de l’expansion pour ressembler à ce que l’on connait aujourd’hui.
Les premières bibliothèques nationales découlent des bibliothèques royales. C’est par exemple le cas de celle de la France dont l’histoire remonte à plusieurs siècles. C’est à partir du XIXe siècle qu’apparaissent les bibliothèques nationales telles qu’on les connaît aujourd’hui. On souhaite alors qu’elles servent à représenter l’identité d’une nation et plus seulement d’un monarque et qu’elles conservent et diffusent tout ce qui se rapporte au domaine de l’écrit. On a vu apparaître ce modèle à la bibliothèque du British Museum de Londres et à la Bibliothèque royale de Paris et celui-ci s’est rapidement répandu ailleurs dans le monde.

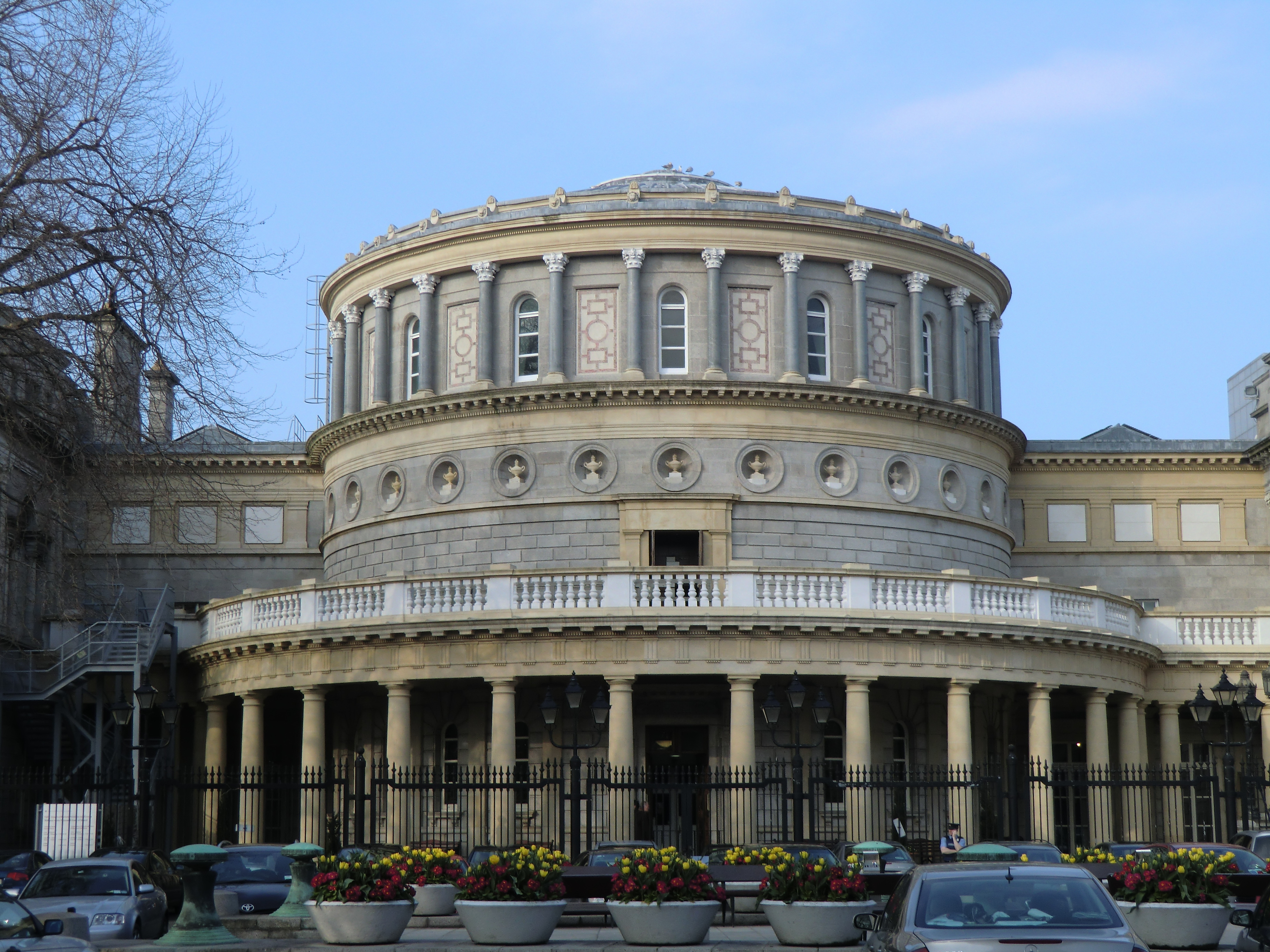
Bibliothèque nationale d'Irlande.

Denis Pallier distingue trois générations de bibliothèques nationales.
La première génération de bibliothèques nationales, qu’il situe avant 1800, se caractérise comme encyclopédique et universelle. Philipe Sauvageau affirme que cet idéal encyclopédique se traduisait par la constitution de « collections anciennes et modernes sur tous les sujets du savoir universel ». Il précise que ces bibliothèques cherchaient à offrir « l'essentiel du savoir humain dans toutes les langues et sur tous les sujets ». Cette génération comprend des bibliothèques comme la British Library à Londres, la Library of Congress à Washington et la bibliothèque nationale de Paris. Dès lors, l’on voit émerger une image distinctive de ces établissements qui est de conserver, préserver et valoriser l’histoire et la culture de leur nation d’attache. En ce sens, l’auteur définit la fonction de cette première génération de bibliothèques nationales comme suit : « de constituer, rendre accessibles sur place et conserver pour la postérité les principales collections d’imprimés d’un pays, auxquelles peuvent s’ajouter manuscrits, gravures, cartes, musique, monnaies et médailles ».
Il faut toutefois attendre le XIXe siècle pour voir une multiplication des bibliothèques nationales. Celles qui sont fondées à cette époque appartiennent davantage à la deuxième génération qu’identifie Denis Pallier. Bien qu’elles contribuent à l’affirmation de nouvelles nations, notamment en Amérique du Sud, ce qui s’inscrit dans la continuité de la première génération, elles se distinguent dans leur évolution et leur collection en se fixant des objectifs plus précis. Par exemple, « dans les pays de l’Est, les bibliothèques nationales se sont développées sur un même modèle, avec pour premier objectif de promouvoir l’éducation socialiste des peuples ». Avec le développement des bibliothèques spécialisées, une distinction se crée également entre les bibliothèques nationales qui collectent la littérature étrangère dans tous les domaines et celles qui se limitent aux sciences humaines.

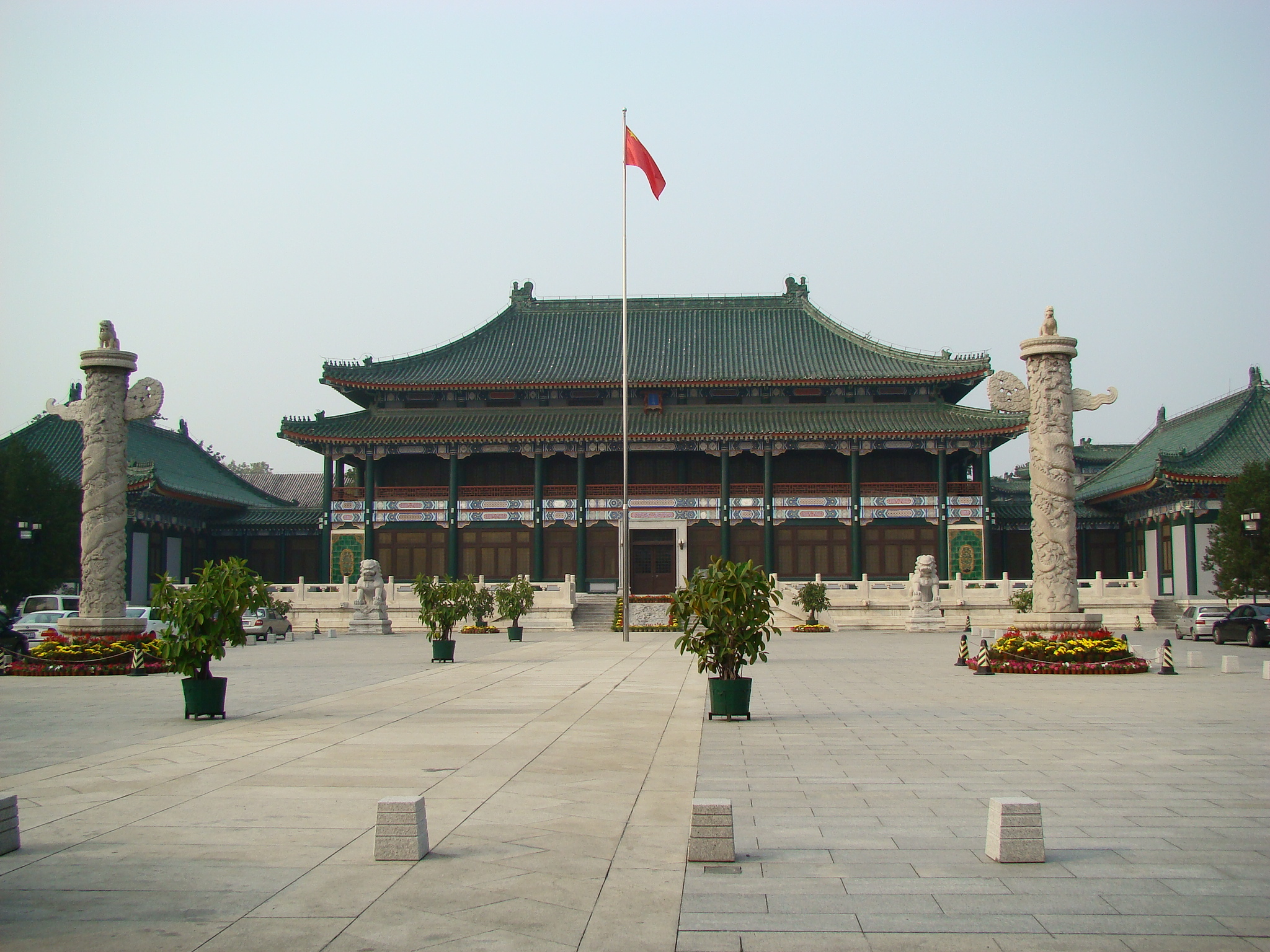
Bibliothèque nationale de Chine.

Finalement, la troisième génération de bibliothèques nationales que distingue Denis Pallier apparaît après la Seconde Guerre mondiale. Ce modèle est perçu comme une tête de réseau, met l’accent sur une collection courante et vivante et son accessibilité est davantage libre. Il est popularisé notamment en Afrique et en Asie. Suivant la tendance européenne, le contenu spécialisé passe vers le secteur universitaire.

## Public et démocratisation
Dans la même ligne de pensée que Pallier lorsqu’il parle d’un « accès [..] plus libéralement accordé » qui arrive avec la troisième génération de bibliothèque, Geneviève Clavel-Merrin note qu’historiquement l’accès à ce type de bibliothèque et à ses documents étaient réservé aux chercheurs. Or, ce n’est plus le cas de nos jours. Traditionnellement perçue comme des gardiennes du patrimoine national ou comme des musées par la population, elles ont évolué vers des institutions ouvertes et accessibles. Cette démocratisation de la bibliothèque nationale ne fait que continuer de s’accentuer avec l’omniprésence du numérique. Guy Berthiaume évoque un « temps où seuls les étudiants diplômés, les professeurs et les chercheurs visitaient les bibliothèques et les archives nationales », soit un public assez restreint. Or, avec le web et l’accès aux collections en ligne, il remarque un engouement grandissant pour la connaissance que recèle ce type d’institution auprès de la population générale. Cette découverte des collections avec internet entraine à son tour plus de visites dans les lieux physiques. À titre d’exemple, en 2017, la fréquentation de la bibliothèque nationale de France a augmenté de 14 % et la British Library a atteint le 1,5 million de visiteur par an.

## Liste des bibliothèques nationales par pays
Cette liste est sans doute incomplète et peut-être mal ordonnée. Votre aide est la bienvenue !
| Pays                             | Institution                                                                         | Nom officiel (si différent du nom français)                                                      | Ville                    | Site web |
| -------------------------------- | ----------------------------------------------------------------------------------- | ------------------------------------------------------------------------------------------------ | ------------------------ | -------- |
| Afrique du Sud                   | Bibliothèque nationale d'Afrique du Sud                                             | National Library of South Africa                                                                 | Pretoria, Le Cap         |          |
| Albanie                          | Bibliothèque nationale d'Albanie                                                    | Biblioteka Kombëtare e Shqipërisë                                                                | Tirana                   |          |
| Algérie                          | Bibliothèque nationale d'Algérie                                                    | المكتبة الوطنيّة الجزائريّة                                                                        | Alger                    |          |
| Allemagne                        | Bibliothèque nationale allemande                                                    | Deutsche Nationalbibliothek                                                                      | Leipzig                  |          |
| Andorre                          | Bibliothèque nationale d'Andorre                                                    | Biblioteca Nacional d’Andorra                                                                    | Andorre-la-Vieille       |          |
| Angola                           | Bibliothèque nationale d'Angola (en)                                                | Biblioteca Nacional de Angola                                                                    | Luanda                   |          |
| Argentine                        | Bibliothèque nationale de la République argentine                                   | Biblioteca Nacional de la República Argentina                                                    | Buenos Aires             |          |
| Arménie                          | Bibliothèque nationale d'Arménie                                                    | ՀԱՅԱՍՏԱՆԻ ԱԶԳԱՅԻՆ ԳՐԱԴԱՐԱՆ                                                                       | Erevan                   |          |
| Australie                        | Bibliothèque nationale d'Australie                                                  | National Library of Australia                                                                    | Canberra                 |          |
| Autriche                         | Bibliothèque nationale autrichienne                                                 | Österreichische Nationalbibliothek                                                               | Vienne                   |          |
| Azerbaïdjan                      | Bibliothèque nationale d'Azerbaïdjan                                                | Axundov adına Azərbaycan Milli Kitabxanası                                                       | Bakou                    |          |
| Bahamas                          | Bibliothèque du Collège des Bahamas                                                 | College of The Bahamas Library                                                                   | Nassau                   |          |
| Bahreïn                          | Bibliothèque nationale Cheikh Isa ben Salman Al Khalifa                             |                                                                                                  | Manama                   |          |
| Bangladesh                       | Bibliothèque nationale du Bangladesh (en)                                           |                                                                                                  | Dhâkâ                    |          |
| Barbade                          | Service de la Bibliothèque nationale de la Barbade (en)                             | National Library Service of Barbados                                                             | Bridgetown               |          |
| Belgique                         | Bibliothèque royale de Belgique (officiellement KBR, dite l’Albertine)              | en néerlandais : Koninklijke Bibliotheek van België en allemand : Königliche Bibliothek Belgiens | Bruxelles                |          |
| Bénin                            | Bibliothèque nationale du Bénin                                                     |                                                                                                  | Porto-Novo               |          |
| Bhoutan                          | Bibliothèque nationale du Bhoutan                                                   | འབྲུག་རྒྱལ་ཡོངས་དཔེ་མཛོད། [Druk Gyelyong Pedzö]                                                         | Thimphou                 |          |
| Biélorussie                      | Bibliothèque nationale de Biélorussie                                               | Национальная библиотека Белоруссии                                                               | Minsk                    |          |
| Bosnie-Herzégovine               | Bibliothèque nationale et universitaire de Bosnie-Herzégovine                       | Nacionalna i univerzitetska biblioteka Bosne i Hercegovine                                       | Sarajevo                 |          |
| République serbe de Bosnie       | Bibliothèque nationale et universitaire de la République serbe                      | Народна и универзитетска библиотека Републике Српске                                             | Banja Luka               |          |
| Brésil                           | Bibliothèque nationale du Brésil                                                    | Biblioteca Nacional do Brasil                                                                    | Rio de Janeiro           |          |
| Bulgarie                         | Bibliothèque nationale Saints-Cyrille-et-Méthode                                    | Национална библиотека „Свети Свети Кирил и Методий“                                              | Sofia                    |          |
| Burkina Faso                     | Bibliothèque nationale du Burkina Faso                                              |                                                                                                  | Ouagadougou              |          |
| Cambodge                         | Bibliothèque nationale du Cambodge                                                  | បណ្ណាល័យជាតិកម្ពុជា                                                                                      | Phnom Penh               |          |
| Cameroun                         | Bibliothèque nationale du Cameroun                                                  |                                                                                                  | Yaoundé                  |          |
| Canada                           | Bibliothèque et Archives Canada                                                     | Library and Archives Canada                                                                      | Ottawa                   |          |
| Cap-Vert                         | Bibliothèque nationale du Cap-Vert                                                  | Biblioteca Nacional de Cabo Verde                                                                | Praia                    |          |
| Catalogne                        | Bibliothèque de Catalogne                                                           | Biblioteca de Catalunya                                                                          | Barcelone                |          |
| Chili                            | Bibliothèque nationale du Chili                                                     | Biblioteca Nacional de Chile                                                                     | Santiago du Chili        |          |
| Chine                            | Bibliothèque nationale de Chine                                                     | 中国国家图书馆                                                                                   | Pékin                    |          |
| Chypre                           | Bibliothèque nationale de Chypre                                                    | Κυπριακή Βιβλιοθήκη                                                                              | Nicosie                  |          |
| Chypre du Nord                   | Bibliothèque nationale de Chypre du Nord (en)                                       | Milli Kütüphane                                                                                  | Nicosie                  |          |
| Colombie                         | Bibliothèque nationale de Colombie                                                  | Biblioteca Nacional de Colombia                                                                  | Bogota                   |          |
| République démocratique du Congo | Bibliothèque nationale du Congo                                                     |                                                                                                  | Kinshasa                 |          |
| Corée du Sud                     | Bibliothèque nationale de Corée                                                     | 국립중앙도서관                                                                                   | Séoul                    |          |
| Côte d'Ivoire                    | Bibliothèque nationale de Côte d'Ivoire                                             |                                                                                                  | Abidjan                  |          |
| Croatie                          | Bibliothèque nationale et universitaire de Zagreb                                   | Nacionalna i sveucilišna knjižnica u Zagrebu                                                     | Zagreb                   |          |
| Danemark                         | Bibliothèque royale                                                                 | Det Kongelige Bibliotek                                                                          | Copenhague               |          |
| République dominicaine           | Bibliothèque nationale Pedro Henríquez Ureña (es)                                   | Biblioteca Nacional Pedro Henríquez Ureña                                                        | Saint-Domingue           |          |
| Écosse                           | Bibliothèque nationale d'Écosse                                                     | National Library of Scotland                                                                     | Édimbourg                |          |
| Égypte                           | Bibliothèque nationale d'Égypte                                                     | Dâr Al-Kutub                                                                                     | Le Caire                 |          |
| Émirats arabes unis              | Bibliothèque nationale des Émirats                                                  | دار الكتب الوطنية                                                                                | Dubaï                    |          |
| Espagne                          | Bibliothèque nationale d'Espagne                                                    | Biblioteca Nacional de España                                                                    | Madrid                   |          |
| Estonie                          | Bibliothèque nationale d'Estonie                                                    | Eesti Rahvusraamatukogu                                                                          | Tallinn                  |          |
| États-Unis                       | Bibliothèque du Congrès                                                             | Library of Congress                                                                              | Washington               |          |
| Îles Féroé                       | Bibliothèque nationale des Féroé                                                    | Føroya Landsbókasavn                                                                             | Tórshavn                 |          |
| Finlande                         | Bibliothèque nationale de Finlande                                                  | Kansalliskirjasto                                                                                | Helsinki                 |          |
| France                           | Bibliothèque nationale de France                                                    |                                                                                                  | Paris                    |          |
| Gabon                            | Bibliothèque nationale du Gabon                                                     |                                                                                                  | Libreville               |          |
| Géorgie                          | Bibliothèque nationale parlementaire de Géorgie (en)                                | საქართველოს პარლამენტის ეროვნული ბიბლიოთეკა                                                      | Tbilissi                 |          |
| Grèce                            | Bibliothèque nationale de Grèce                                                     | Εθνική Βιβλιοθήκη της Ελλάδος                                                                    | Athènes                  |          |
| Groenland                        | Bibliothèque d'État du Groenland                                                    | Nunatta Atuagaateqarfia / Det Grønlandske Landsbibliotek                                         | Nuuk                     |          |
| Guinée                           | Bibliothèque nationale de Guinée                                                    |                                                                                                  | Conakry                  |          |
| Haïti                            | Bibliothèque nationale d'Haïti                                                      |                                                                                                  | Port-au-Prince           |          |
| Hongrie                          | Bibliothèque nationale Széchényi                                                    | Országos Széchényi Könyvtár                                                                      | Budapest                 |          |
| Honduras                         | Bibliothèque nationale Juan Ramón Molina                                            | Biblioteca Nacional Juan Ramón Molina                                                            | Tegucigalpa              |          |
| Îles Salomon                     | Bibliothèque nationale des Îles Salomon                                             | National Library of Solomon Islands                                                              | Honiara                  |          |
| Inde                             | Bibliothèque nationale d'Inde                                                       | National Library of India                                                                        | Calcutta                 |          |
| Indonésie                        | Bibliothèque nationale de la république d'Indonésie (en)                            | Perpustakaan Nasional Republik Indonesia                                                         | Jakarta                  |          |
| Irak                             | Bibliothèque nationale d'Irak                                                       | دار الكتب والوثائق العراقـيـة                                                                    | Bagdad                   |          |
| Iran                             | Bibliothèque nationale d'Iran                                                       | سازمان اسناد و کتابخانه ملی ایران                                                                | Téhéran                  |          |
| Irlande                          | Bibliothèque nationale d'Irlande                                                    | National Library of Ireland / Leabharlann Náisiúnta na hÉireann                                  | Dublin                   |          |
| Islande                          | Bibliothèque nationale et universitaire d'Islande                                   | Landsbókasafn                                                                                    | Reykjavik                |          |
| Israël                           | Bibliothèque nationale d'Israël                                                     | הספרייה הלאומית                                                                                  | Jérusalem                |          |
| Italie                           | Bibliothèque nationale centrale de Florence Bibliothèque nationale centrale de Rome | Biblioteca Nazionale Centrale di Firenze Biblioteca nazionale centrale di Roma                   | Florence Rome            |          |
| Jamaïque                         | Bibliothèque nationale de Jamaïque (en)                                             | National Library of Jamaica                                                                      | Kingston                 |          |
| Japon                            | Bibliothèque nationale de la Diète                                                  | 国立国会図書館 / Kokuritsu Kokkai Toshokan                                                       | Tokyo                    |          |
| Jordanie                         | Département de la bibliothèque nationale de Jordanie                                | دائرة المكتبة الوطنية الأردنية                                                                   | Amman                    |          |
| Kazakhstan                       | Bibliothèque nationale du Kazakhstan                                                | Қазақстан Республикасы Ұлттық кітапханасы                                                        | Almaty                   |          |
| Kosovo                           | Bibliothèque nationale et universitaire du Kosovo                                   | Biblioteka Kombëtare dhe Universitare e Kosovës                                                  | Pristina                 |          |
| Lettonie                         | Bibliothèque nationale de Lettonie                                                  | Latvijas Nacionālā bibliotēka                                                                    | Riga                     |          |
| Liban                            | Bibliothèque nationale du Liban                                                     | المكتبة الوطنية اللبنانية                                                                        | Beyrouth                 |          |
| Liechtenstein                    | Bibliothèque nationale du Liechtenstein                                             | Liechtensteinische Landesbibliothek                                                              | Vaduz                    |          |
| Lituanie                         | Bibliothèque nationale Martynas Mažvydas                                            | Lietuvos nacionalinė Martyno Mažvydo biblioteka                                                  | Vilnius                  |          |
| Luxembourg                       | Bibliothèque nationale de Luxembourg                                                |                                                                                                  | Luxembourg               |          |
| Macédoine du Nord                | Bibliothèque nationale et universitaire Saint-Clément-d'Ohrid                       | Национална и универзитетска библиотека „Св. Климент Охридски“                                    | Skopje                   |          |
| Madagascar                       | Bibliothèque nationale de Madagascar                                                |                                                                                                  | Antananarivo             |          |
| Mali                             | Bibliothèque nationale du Mali                                                      |                                                                                                  | Bamako                   |          |
| Malte                            | Bibliothèque nationale de Malte                                                     | Bibljoteka Nazzjonali ta’ Malta                                                                  | La Valette               |          |
| Maroc                            | Bibliothèque nationale du royaume du Maroc                                          | المكتبة الوطنية للمملكة المغربية                                                                 | Rabat                    |          |
| Mauritanie                       | Bibliothèque nationale de Mauritanie                                                | المكتبة الوطنية الموريتانية                                                                      | Nouakchott               |          |
| Mexique                          | Bibliothèque nationale du Mexique                                                   | Biblioteca Nacional de México                                                                    | Mexico                   |          |
| Moldavie                         | Bibliothèque nationale de Moldavie                                                  | Biblioteca Naţională a Republicii Moldova                                                        | Chisinau                 |          |
| Monaco                           | Bibliothèque Louis Notari (en)                                                      | Bibliothèque Louis Notari                                                                        | Monaco                   |          |
| Mongolie                         | Bibliothèque nationale de Mongolie                                                  | Монгол Улсын Үндэсний Номын Сан                                                                  | Oulan-Bator              |          |
| Monténégro                       | Bibliothèque nationale du Monténégro (en)                                           | Centralna narodna biblioteka Crne Gore                                                           | Cetinje                  |          |
| Mozambique                       | Bibliothèque nationale du Mozambique                                                | Biblioteca Nacional de Moçambique                                                                | Maputo                   |          |
| Norvège                          | Bibliothèque nationale                                                              | Nasjonalbiblioteket                                                                              | Oslo                     |          |
| Nouvelle-Zélande                 | Bibliothèque nationale de Nouvelle-Zélande                                          | National Library of New Zealand                                                                  | Wellington               |          |
| Pakistan                         | Bibliothèque nationale du Pakistan (en)                                             |                                                                                                  | Islamabad                |          |
| Panama                           | Bibliothèque nationale du Panama (es)                                               | Biblioteca Nacional de Panamá                                                                    | Panama (ville)           |          |
| Pays-Bas                         | Bibliothèque royale                                                                 | Koninklijke Bibliotheek                                                                          | La Haye                  |          |
| Pays de Galles                   | Bibliothèque nationale du Pays de Galles                                            | National Library of Wales / Llyfrgell Genedlaethol Cymru                                         | Aberystwyth              |          |
| Pérou                            | Bibliothèque nationale du Pérou                                                     | Biblioteca Nacional del Perú                                                                     | Lima                     |          |
| Pologne                          | Bibliothèque nationale                                                              | Biblioteka Narodowa                                                                              | Varsovie                 |          |
| Portugal                         | Bibliothèque nationale                                                              | Biblioteca Nacional                                                                              | Lisbonne                 |          |
| Québec                           | Bibliothèque et Archives nationales du Québec                                       |                                                                                                  | Montréal                 |          |
| République tchèque               | Bibliothèque nationale de la République tchèque                                     | Národní knihovna České republiky                                                                 | Prague                   |          |
| Roumanie                         | Bibliothèque nationale de Roumanie                                                  | Biblioteca Naţională a României                                                                  | Bucarest                 |          |
| Royaume-Uni                      |                                                                                     | British Library                                                                                  | Londres                  |          |
| Russie                           | Bibliothèque d'État de Russie Bibliothèque nationale de Russie                      | Российская Государственная Библиотека Российская Национальная Библиотека                         | Moscou Saint-Pétersbourg |          |
| Salvador                         | Bibliothèque nationale du Salvador                                                  | Biblioteca Nacional de El Salvador                                                               | Salvador                 |          |
| Sénégal                          | Bibliothèque nationale du Sénégal                                                   |                                                                                                  | Dakar                    |          |
| Serbie                           | Bibliothèque nationale de Serbie                                                    | Народна библиотека Србије                                                                        | Belgrade                 |          |
| Slovaquie                        | Bibliothèque nationale slovaque (en)                                                | Slovenská národná knižnica                                                                       | Martin                   |          |
| Slovénie                         | Bibliothèque nationale et universitaire de Slovénie                                 | Narodna in univerzitetna knjižnica                                                               | Ljubljana                |          |
| Suède                            | Bibliothèque royale                                                                 | Kungliga Biblioteket                                                                             | Stockholm                |          |
| Suisse                           | Bibliothèque nationale suisse                                                       | Schweizerische Nationalbibliothek / Biblioteca nazionale svizzera / Biblioteca naziunala svizra  | Berne                    |          |
| Taïwan                           | Bibliothèque nationale centrale (en)                                                | 國家圖書館                                                                                       | Taipei                   |          |
| Thaïlande                        | Bibliothèque nationale de Thaïlande                                                 | หอสมุดแห่งชาติ                                                                                      | Bangkok                  |          |
| Togo                             | Bibliothèque nationale du Togo                                                      |                                                                                                  | Lomé                     |          |
| Tunisie                          | Bibliothèque nationale de Tunisie                                                   | المكتبة الوطنية التونسية                                                                         | Tunis                    |          |
| Turquie                          | Bibliothèque nationale                                                              | Milli Kütüphane                                                                                  | Ankara                   |          |
| Ukraine                          | Bibliothèque nationale Vernadsky d’Ukraine                                          | Національна бібліотека України імені В.І. Вернадського                                           | Kiev                     |          |
| Uruguay                          | Bibliothèque nationale de l'Uruguay                                                 | Biblioteca Nacional de Uruguay                                                                   | Montevideo               |          |
| Vanuatu                          | Bibliothèque nationale du Vanuatu                                                   |                                                                                                  | Port Vila                |          |
| Vatican                          | Bibliothèque apostolique vaticane                                                   | Bibliotheca Apostolica Vaticana                                                                  | Cité du Vatican          |          |
| Venezuela                        | Bibliothèque nationale du Venezuela (es)                                            | Biblioteca Nacional de Venezuela                                                                 | Caracas                  |          |
| Viêt Nam                         | Bibliothèque nationale du Viêt Nam                                                  | Thư viện Quốc gia Việt Nam                                                                       | Hanoï                    |          |